# Аржентинско дружество за изследване на бозайниците
Аржентинското дружество за изследване на бозайниците (на испански: La Sociedad Argentina para el Estudio de los Mamíferos, съкр.SAREM) е интердисциплинарно дружество на биолози, чиито основни цели са научни изследвания, събиране и обобщаване на научна информация и публикуване и разпространение на научни изследвания за бозайниците в Аржентина – съществуващи и изчезнали.
Дружеството е създадено през 1983 г. и има членове от няколко страни.
Дружеството издава специализираното списание Mastozoología Neotropical. В него се публикуват оригинални научни изследвания, монографии и коментари в областта на широк кръг научни дисциплини, изучаващи настоящи или изчезнали бозайници, характерни за неотропичната област.